# Can't Leave 'em Alone
Singles de Ciara
Promise Ring
(2007) Stepped on My J'z
(2008)
Singles par 50 Cent
Amusement Park
(2007) I Get Money
(2007)
Can't Leave 'em Alone est une chanson de la chanteuse américaine Ciara issue de son second album studio, intitulé Ciara: The Evolution (2006). En duo avec le rappeur 50 Cent, il s'agit du quatrième et dernier single de l'album sorti le 12 juin 2007. Cette chanson a été écrite par Ciara Harris, LaShawn Daniels, Rodney Jerkins, Curtis Jackson et produit par Darkchild.

## Liste des pistes
- Maxi single et téléchargement digital en Allemagne

1. Can't Leave 'em Alone (featuring 50 Cent) – 4:04
2. Love You Better – 4:29

- Téléchargement digital - EP[1]

1. Can't Leave 'em Alone featuring 50 Cent – 4:04
2. Can't Leave 'em Alone (featuring 50 Cent) (Kookie Remix) – 4:05
3. Can't Leave 'em Alone (featuring 50 Cent) (Wideboys Remix) – 7:08
4. Can't Leave 'em Alone (featuring 50 Cent) (Reavers Remix) – 3:37

## Classement hebdomadaire
| Classement (2007)              | Meilleure position |
| ------------------------------ | ------------------ |
| Allemagne (Media Control AG)   | 44                 |
| États-Unis (Hot 100)           | 40                 |
| États-Unis (R&B/Hip-Hop Songs) | 10                 |
| Nouvelle-Zélande (RMNZ)        | 4                  |
| Suisse (Schweizer Hitparade)   | 67                 |